# Dave Charlton
 Dave Charlton  (27 d'octubre del 1936, Brotton, Yorkshire, Anglaterra - 24 de febrer de 2013 Johannesburg, Sud-àfrica) va ser un pilot de curses automobilístiques sud-africà que va arribar a disputar curses de Fórmula 1.

## Carrera automobilística
Dave Charlton va debutar a la primera cursa de la Temporada 1965 de Fórmula 1 (la setzena temporada de la història) del campionat del món de la Fórmula 1, disputant l'1 de gener al Gran Premi de Sud-àfrica del 1965 al Circuit d'East London. Va participar en un total de tretze proves puntuables pel campionat de la F1, disputades a nou temporades no consecutives (1965, 1967-1968 i 1970-1975) aconseguint finalitzar en dotzena posició com a millor classificació en una cursa i no assolí cap punt pel campionat del món de pilots.

## Resultats a la Fórmula 1
| Temporada | Equip                      | Xassís  | Motor           | 1       | 2       | 3       | 4   | 5   | 6       | 7       | 8       | 9   | 10  | 11  | 12  | 13  | 14  | 15  | Posició | Punts |
| --------- | -------------------------- | ------- | --------------- | ------- | ------- | ------- | --- | --- | ------- | ------- | ------- | --- | --- | --- | --- | --- | --- | --- | ------- | ----- |
| 1965      | Ecurie Tomahawk            | Lotus   | Ford            | SUD NVQ | MON     | BEL     | FRA | GBR | HOL     | ALE     | ITA     | USA | MEX |     |     |     |     |     | -       | 0     |
| 1967      | Scuderia Scribante         | Brabham | Coventry Climax | SUD NC  | MON     | HOL     | BEL | FRA | GBR     | ALE     | CAN     | ITA | USA | MEX |     |     |     |     | -       | 0     |
| 1968      | Scuderia Scribante         | Brabham | Repco           | SUD Ret | ESP     | MON     | BEL | HOL | FRA     | GBR     | ALE     | ITA | CAN | USA | MEX |     |     |     | -       | 0     |
| 1970      | Scuderia Scribante         | Lotus   | Ford            | SUD 12  | ESP     | MON     | BEL | HOL | FRA     | GBR     | ALE     | AUT | ITA | CAN | USA | MEX |     |     | -       | 0     |
| 1971      | Brabham Racing Organiation | Brabham | Ford            | SUD Ret | ESP     | MON     | HOL | FRA |         |         |         |     |     |     |     |     |     |     | -       | 0     |
| 1971      | Team Lotus                 | Lotus   | Ford            |         |         |         |     |     | GBR Ret | ALE     | AUT     | ITA | CAN | USA |     |     |     |     | -       | 0     |
| 1972      | Scuderia Scribante         | Lotus   | Ford            | ARG     | SUD Ret | ESP     | MON | BEL | FRA NVQ | GBR Ret | ALE Ret | AUT | ITA | CAN | USA |     |     |     | -       | 0     |
| 1973      | Scuderia Scribante         | Lotus   | Ford            | ARG     | BRA     | SUD Ret | ESP | BEL | MON     | SUE     | FRA     | GBR | HOL | ALE | AUT | ITA | CAN | USA | -       | 0     |
| 1974      | Scuderia Scribante         | McLaren | Ford            | ARG     | BRA     | SUD 19  | ESP | BEL | MON     | SUE     | HOL     | FRA | GBR | ALE | AUT | ITA | CAN | USA | -       | 0     |
| 1975      | Team McLaren               | McLaren | Ford            | ARG     | BRA     | SUD 14  | ESP | BEL | MON     | SUE     | HOL     | FRA | GBR | ALE | AUT | ITA | USA |     | -       | 0     |

### Resum
| Curses: | Victòries: | Pòdiums: | Poles: | Voltes ràpides: | Punts: |
| ------- | ---------- | -------- | ------ | --------------- | ------ |
| 13      | 0          | 0        | 0      | 0               | 0      |